# Xã Horseshoe Valley, Quận McLean, Bắc Dakota
Xã Horseshoe Valley (tiếng Anh: Horseshoe Valley Township) là một xã thuộc quận McLean, tiểu bang Bắc Dakota, Hoa Kỳ. Năm 2010, dân số của xã này là 27 người.